# Heriaeus buffonopsis
Heriaeus buffonopsis är en spindelart som beskrevs av Loerbroks 1983. Heriaeus buffonopsis ingår i släktet Heriaeus och familjen krabbspindlar. Inga underarter finns listade i Catalogue of Life.